# Крепостта на безсмъртните
„Крепостта на безсмъртните“ е български телевизионен филм (научнофантастична, историческа драма) от 1975 година на режисьора Цветан Вл. Цветков, по сценарий на Светослав Славчев. Оператор е Христо Христов. Музиката е на композитора Димитър Вълчев. Художник на филма е Кирил Неделчев.

## Актьорски състав
| Изпълнител            | Роля                                                     |
| --------------------- | -------------------------------------------------------- |
| Любомир Кирилов       | д-р Димовски, доктор от Международната медицинска служба |
| Михаил Михайлов       | Огюст Сибелиус, извънземният ръководител на експедицията |
| Ганчо Ганчев          | патер Игнациус, инквизиторът свещенник                   |
| Иван Цветарски        | палачът                                                  |
| Васил Димитров        | падре Бенедиктус                                         |
| Георги Топалов        |                                                          |
| Веселин Василев       |                                                          |
| Иван Дойчев           |                                                          |
| Панайот Янев          |                                                          |
| Христо Курдов         |                                                          |
| Магдалена Васильовска |                                                          |
| Христо Памуков        |                                                          |